# Teorie elit
Teorie elit se zkoumají především v sociologii a politologii. Termínem teorie elit se v těchto vědách označují teorie, které se snaží popsat a vysvětlit mocenské vztahy ve společnosti. Sociologie se v tomto ohledu zabývá zejména rozvrstvením společnosti zatímco politologie řeší spíše rozložení moci. Teorie elit je společným východiskem pro více teoretiků elit a vycházejí z faktu, že lidé jsou si biologicky a psychologicky nerovni. Tato nerovnost je základem nerovnosti společenské, která je přirozená a věčná.
| „                | Elitismus vznikl jako kritika rovnostářských idejí typu demokracie a socialismu. Upozorňuje, že tím, kdo vládne, je elita, ať už se tato skutečnost chápe jako nevyhnutelný a žádoucí rys sociální existence, nebo jako její rys nežádoucí a odstranitelný. | “ |
| — Andrew Heywood | |   |

Důsledkem je hierarchické rozvrstvení každé společnosti na vládnoucí, málo početnou skupinu nejzdatnějších (k tomu podrobněji viz Machiavelliho a Paretova teorie virtů (zdatnosti)) v jistém okruhu lidí, tedy elitu a početnou ovládanou masu, což výstižně popisuje Michelsův zásadní Železný zákon oligarchie.
Tento zákon shrnuje skutečnost, že ve všech organizacích/společnostech působí mechanismy a tendence, které nutně vedou ke vzniku oligarchie (vládě několika málo osob) jako mocenské struktury. Michels se snažil tento zákon demonstrovat na příkladu politických stran a odborových svazů. Vedení velkých komplexních organizaci se vždy dříve či později zvrtne k oligarchii, když se začne více zajímat o uchování si nabyté moci než o původní cíle skupiny / organizace. Každá organizace se dělí na vedoucí menšinu a vedenou většinu, přičemž o všech důležitých otázkách rozhoduje menšina. Demokracii znemožňují tři tendence spočívající v podstatě lidské přirozenosti, politicko-třídního boje a organizace (k tomu dále viz přímo článek Železný zákon oligarchie).
Elity můžeme najít v různých oborech, ale nejčastěji zmiňovány jsou politické, umělecké a vzdělanostní elity.

## Klasické teorie elit
Klasické teorie elit se objevují na přelomu 19. a 20. století v Evropě. Dle těchto teorií je společnost rozdělena na dvě skupiny – ti co vládnou (elita), a ti co jsou ovládaní (masa). Jejich hlavní myšlenkou je představa přirozené nerovnosti lidí ve společnosti. Jodl charakterizuje hlavní definiční znaky těchto teorii takto:
- Odmítnutí teorie pokroku a společenského vývoje. Koncepce společenského pohybu jako změny a koloběhu.

- Odmítnutí společenského optimismu.

- Odmítnutí rovnosti pro kteroukoliv fázi společenského života. Hybnou pákou společenského života je nerovnost, která je přirozená a věčná a je základem dělby práce.

V době, kdy autoři psali své teorie elit, docházelo v Evropě ke krizím buržoazně demokratického systému a  k politickým úspěchům marxistického socialismu. V jejich teoriích proto dochází k odmítnutí rousseauovského pojetí lidu jako suveréna, čímž se jim teorie společnosti redukuje pouze na teorii elit a základem společenského pohybu se tak stává pohyb politický – pohyb elit. Teorie elit prováděly revizi a redefinici buržoazně-demokratického modelu – odmítaly představu lidské rovnosti jak v podobě lidské přirozenosti, tak v podobě rovnosti majetku. Vymezovaly se tak jak proti „rousseaismu“ tak proti marxismu. Toto vymezení se vůči starým pořádkům vedlo autory až na samou hranu, za kterou již začínal fašismus. Autor Železného zákona oligarchie Robert Michels, dokonce tuto hranici překročil, a přidal se k fašistické straně v Itálii.
Na konci 19. století dochází k velkému zvýraznění problémů, kterým čelila tehdejší imperialistická buržoazní společnost. Docházelo ke  striktnímu oddělování společenských tříd a ke třenicím mezi nimi. Itálie byla nespokojena se svým údělem, velmi dlouho byla roztříštěna a po sjednocení byl její imperialismus velmi slabý. Hodnoty plynoucí z buržoazního demokratického modelu se proto nestihly uchytit ve společenském povědomí a proto byla kritika společnosti pomocí teorie elit snadná. Ukázalo se, že model buržoazní demokracie je ve skutečnosti bojištěm mezi politiky a třídami. Teorie elit je snahou autorů o navrácení harmonie do společnosti.

## Příklad dělení elit

### Diskrétní elita
Diskrétní elita disponuje největším vlivem. V těchto tradičních rodinách, dynastiích se po generace koncentruje největší majetek a silný politický vliv. Jedná se o důsledek spojení buržoazie s dočasně oslabenou politickou reprezentací v 19. století. Tyto působí v bankovnictví, těžařství a ve velkém průmyslu. Příjmy této skupině plynou z vlastnictví finančního kapitálu, nikoliv z profesní činnosti. Členové diskrétní elity tedy nepracují, ani nespravují svá aktiva. Pro tyto účely najímají expertní týmy složené z ekonomů, daňových poradců či právníků. Obvyklé je vlastnictví sezónních rezidencí v příhodných, navzájem však geograficky odlišných lokalitách v kombinaci se starobylými panstvími na venkově a apartmány v centrech světových metropolí. Tato kombinace reprezentuje jejich moc nad prostorem a časem. Vedle finančního kapitálu usilovně rozvíjí sociální kapitál, když při vybraných společenských událostech (golfové turnaje, koňské dostihy, premiéry oper či uzavřené kluby) navazují a rozvíjí kontakty se zbytkem nobility. Evidentní je tento trend již od dětství, kdy potomci jsou vedeni k vybranému chování, znalosti etikety a aktivnímu životnímu stylu, sportu (jezdectví, golf či tenis). Navštěvují vybrané soukromé školy, kde navazují kontakty s podobně superiorními vrstevníky. Paradoxem je skupinový kolektivismus charakteristický pro život diskrétní elity navzdory jejich veřejným deklaracím zasazujících se o společnost rovných šancí pro všechny. Primárním cílem jejich snažení je rozvoj všech forem kapitálu a jeho předání dalším generacím.

### Pomocná elita
Pomocná elita je o poznání viditelnější v porovnání s téměř neviditelnou elitou diskrétní. Jejími příslušníky jsou vrcholní politici, manažeři a mediální celebrity (umělci či sportovci). Příjem je odvozený z dané profesní činnosti a zastávané funkce v ekonomické, politické či mediální oblasti. Navzdory vysokým příjmům se tedy nejedná o absolutně nezávislé lidi, protože obvykle pouze spravují cizí majetky, aniž by byli jejich vlastníky. Stejně tak je mezi nimi dle schématu „rozděl a panuj“ přítomen konkurenční boj o lukrativní pozice, což znemožňuje pomocné elitě kooperovat v míře typické pro elitu diskrétní. To ústí v nejistotu a nestabilitu jejich vydobytých pozic a zároveň v tolik relevantní distanc od diskrétní elity. Diametrálně odlišný je rovněž životní styl kvůli pracovnímu vytížení. Ačkoliv tráví svůj čas na různých místech světa, často znají jen prostředí uniformních kanceláří. Právě jejich rozhodnutí mají obvykle reálný vliv na životy mnoha ostatních občanů. Jejich potomci často střídají prominentní školy, obvykle pro děti z podobných kruhů. Vycházejí z axiomu, že příjem elity je odvozen od podaného výkonu, jenž je odrazem kvalitního vzdělání. Při podobných úvahách však bagatelizují význam rodinného původu a majetku, případně politických a osobních konexí, které jsou pro ně mnohdy signifikantní. Například Michael Hartmann (2002) poukazuje na relevantnost rodinného původu při prosazení se do vedoucích pozic.

## Vilfredo Pareto a cirkulace elit
Vilfredo Pareto, italský sociolog, politolog, ekonom, matematik, statistik a filosof, přičemž je autorem teorie elit, která je považována za nejsystematičtější. Stejně jako Gaetano Mosca se ve své teorii věnuji především oblasti moci.
V teorii elit se tvrdí, že společnost funguje na cyklické bázi a postupnou přeměnou dospěje zpět do výchozího bodu. Počátečním stavem je společnost rozdělená na vládnoucí elitu a ovládanou masu. Část ovládané masy přestane akceptovat společenský stav a přestane souhlasit s nástroji, které elita využívá k vládnutí. Z vůdčích osobností masy se stane kontra-elita, která je v opozici k původní elitě a zastává hodnoty názorově bližší ovládané mase a tím získává její silnou podporu a poté je potlačena starou elitou. Proces se opakuje do té doby, dokud se nevytvoří dostatečně silná kontra-elita, kterou nebude stará elita schopna potlačit. Následně se revolučně (častěji spíš evolučně ... viz pakt elit ...) zamění stará elita za novou, která se postupem času vrátí k nástrojům a systému vládnutí původní elity, čímž společnost dospěje do původního/obdobného stavu...
Většina teoretiků elity, včetně Vilfreda Pareta, tvrdí, že elita si uchovává své dominantní postavení prostřednictvím kombinace nátlaku a manipulace. Podle těchto způsobů udržení si moci rozděluje Pareto vládnoucí elity na dva druhy:
1. tzv. lišky: vládnoucí elita prvního druhu, která využívá zejména (podvodné) manipulace,
2. a tzv. lvy: vládnoucí elita druhého druhu, která někdy dokonce využívá násilí k potlačení opozice.

Konkrétněji je tedy vládnoucí elita jednoho typu v důsledku své neschopnosti vypořádat se s událostmi nahrazena elitou druhého typu. Lišky, které vynikají v získávání souhlasu politickým manévrováním, neumí tolik použít násilí, je-li toho třeba. Budou svrženy kontra-elitou, jež má vlastnosti třídy II. a je schopna rozhodné akce. Pro lvy je příznačné užití nátlaku, a to organizovaným způsobem, jejich slabou stránkou je však sklon stát se příliš konzervativními papaláši a nakonec směšnými a vzdálenými populaci ... Potřebují pomoc těch, kdo mají vlastnosti třídy I., pročež ti mezi ně postupně proniknou a elitu přetvoří.
Pareto zároveň tvrdí, že proces cirkulace elit může být prolomen silou. Zároveň ale dodává, že z takového násilného ukončení koloběhu elit vzniká opět elita, která je ale slabá a postupně zaniká na úkor z jednoho z výše zmíněných typů elity...

## Gaetano Mosca a teorie elit
Gaetano Mosca, italský politolog, žurnalista a byrokrat, se na rozdíl od Vilfreda Pareta soustředil především na charakterizaci elit z osobnostního a sociologického pohledu. Dle jeho teorie měli lidé ze všech společenských vrstev šanci stát se elitou za předpokladu, že k tomu měli vhodné vlohy. Jeho nejznámějším výrokem se stalo tvrzení, že elity jsou organizovanou menšinou a lid je neorganizovanou většinou. Vládnoucí vrstva se dle Moscy dělí na elity a tzv. sub-elity. Společnost rozdělil na základě výše zmíněného do dvou skupin:
1. vládnoucí vrstva,
2. ovládaná vrstva.

Při charakterizaci elit zdůrazňuje Mosca krom majetkové, intelektuální a morální nadřazenosti především organizační schopnosti vládnoucí skupiny, kterou ve svém díle nazývá politickou vrstvou. Dle jeho teorie je právě dovednost organizovat nejsilnějším nástrojem na získávání moci v novodobé společnosti postavené na byrokracii.
Samotná organizační schopnost by ale nestačila k dlouhodobé nadvládě elity nad ovládanou vrstvou. K zajištění dlouhodobého držení státního panství je potřeba naplnit touhu masy po iluzi morálního základu státu. Mosca tento soubor idejí legitimizující nadvládu elity nazývá politickou formulí. Jedná se o uspokojení potřeby iluzí, které lidská povaha potřebuje stejně tak nezbytně jako materiální zabezpečení. Tyto politické formule se v průběhu času mění (panovník z vůle Boží, panovník z lidu), vždy ale slouží k uspokojení masy. Mosca identifikuje 3 nové formule objevující se v 19. století: demokracie, socialismus a nacionalismus.
Ideje shromážděné v politické formuli musí vycházet ze společnosti, základní podmínky shrnuje Miroslav Jodl:
1. Musí tu být adaptace k danému historickému momentu.
2. Formule musí uspokojovat maximální počet lidských vášní, citů a náklonností, zvláště takových, které jsou nejvíce rozšířeny a nejvíce zakořeněny ve společnosti.
3. Musí tu být dobře organizované „řídící jádro“, čímž Mosca zřejmě myslí ideologické a propagandistické představitele (ideology hnutí/organizátory manipulativních/demagogických kampaní).

Po čase politická formule ztrácí svůj původní půvab, takže začne být nezbytné jeden systém iluzí nahradit iluzemi novými. Tento proces obměny politické formule znamená úpadek pro momentální elitu, která společnosti najednou vyjevuje svoji morální vyprázdněnost. Následně dochází k rozpadu konsenzu a k rozkolu v mravní koherenci společnosti. Tento postupný úpadek je nevyhnutelný, takže s budoucí deziluzí společnosti musí elita počítat. Mosca uvádí, že jediná skutečně dlouho trvající a úspěšná iluze je náboženství, které posouvá řešení zásadních otázek do posmrtného života.

## Charles Wright Mills a teorie mocenské elity
Mills se zabývá dynamikou elity na konci 19. století v USA, kdy jsou místní, lokálně působící elity s po generace děděným jměním, nahrazovány finančními magnáty a těžaři s celofederálními zájmy, ambicemi a vlivem, kteří již ale nereflektují specifika té které lokality – „vykořisťovali přírodní bohatství národa, vedli mezi sebou hospodářské války, vytvářeli nejrůznější kombinace, proměňovali veřejné prostředky v soukromý kapitál a neštítili se ničeho, aby dosáhli svých cílů“. 
Vlivem státních dotací během 2. světové války vznikají monopoly, obří korporace, z nichž se (vedle federální administrativy) rekrutuje současná mocenská elita.
Mills ovšem nevnímá elitu coby entitu považující se navzájem za jednotně (homogenně) vládnoucí podřízené roztříštěné mase, ale spíše jako navzájem koexistující výrazné individuality.